# Dorfkirche Pokrent

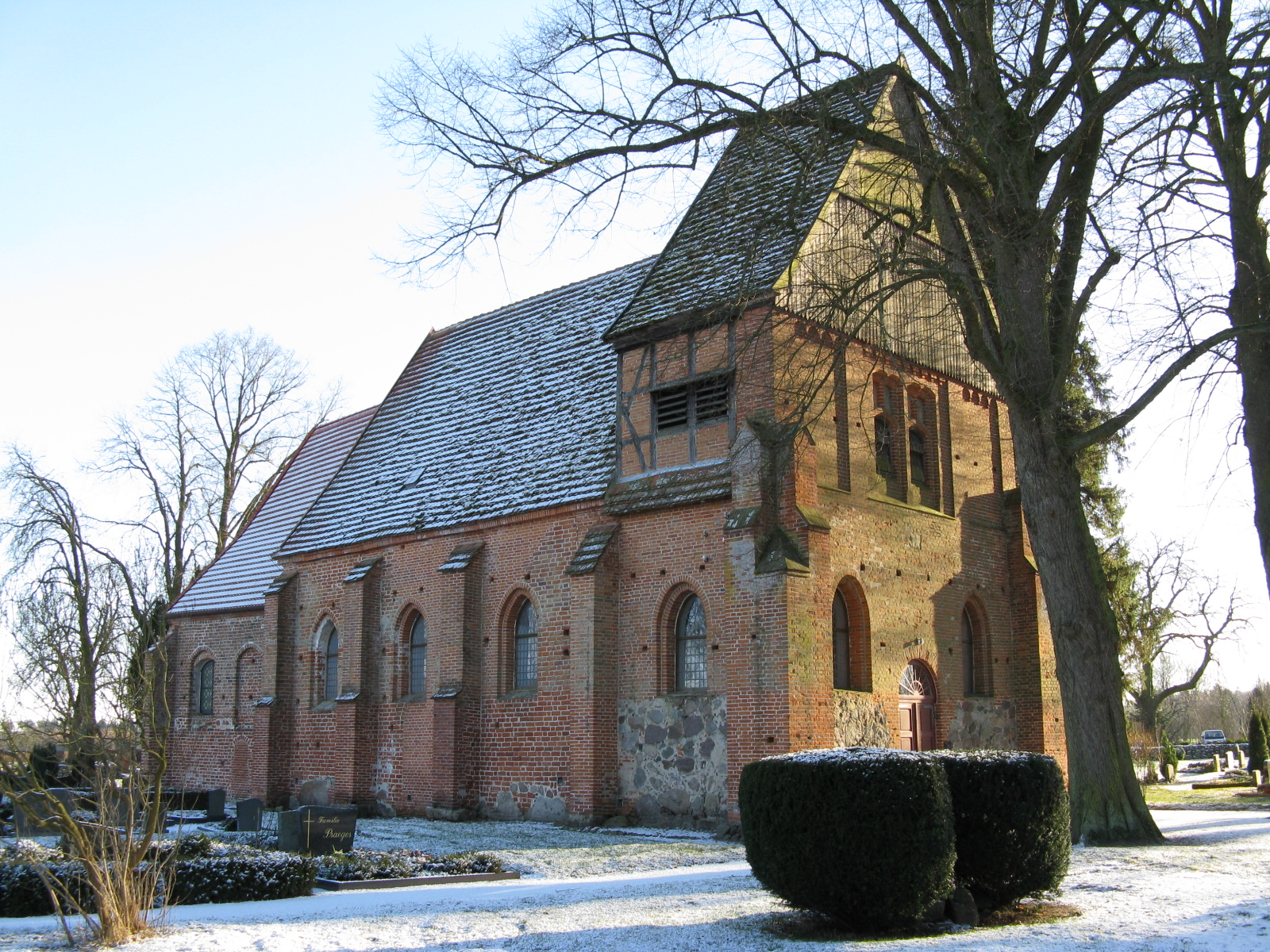
Dorfkirche Pokrent (2009)

Die Dorfkirche Pokrent ist eine Backsteinkirche in Pokrent im Landkreis Nordwestmecklenburg. Die gleichnamige Kirchgemeinde gehört zur Propstei Wismar im Kirchenkreis Mecklenburg in der Nordkirche.

## Geschichte
Pokrent wurde bereits 1230 im Ratzeburger Zehntregister als Kirchspiel des Bistums Ratzeburg erwähnt. Die Kirche wurde auch durch die Brot- und Weinspende Heinrich des Pilgers im Jahr 1267 bedacht.
Anfang des 13. Jahrhunderts befand sich Pokrent im Besitz des Ritters Detlev von Gadebusch. Ihm folgten in den Jahrzehnten die Herren von Lützow, von Hasenkopf und Bülow. Das Kirchenpatronat lag lange bei der Familie von Blücher auf Renzow, von denen es im 16. Jahrhundert die Familie von Bülow erwarb, die es bis 1723 behielt. Danach waren die Familien von Schmettau und von Lützow Besitzer von Pokrent. 
1737 kam es dann zur Wiederbesetzung der adeligen Patronatspfarre in Prokent. Von 1754 bis 1786 hatte der dänische Konferenzrat Georg Wilhelm von Witzendorff die Gutsherrschaft inne. 1738 beschwerte sich der Verwalter Neuhaus beim Pastor Heinrich Gustav Susemihl wegen Nichtzulassung zum Abendmahl. 1786 kam es zwischen dem Eigentümer Johann Friedrich Seeler und dem Pastor Georg Ludwig Neubauer zu Streitigkeiten wegen des an die Kirche zu liefernden Feuerungsdeputats. Ab 1855 hatte die Landdrostin von Wrisberg und ab 1860 Heinrich Georg Howitz neben dem Gut auch das Kirchenpatronat in Pokrent inne.
1770 erfolgte die Umpfarrung des Gutes Klein Renzow von Perlin nach Pokrent und bis 1945 blieb Pokrent eine selbstständige Pfarre. Bis 1971 wurde die Kirchgemeinde von Parum aus verwaltet und ist seit 1972 mit ihr verbunden.
Im Herbst 1989 bot die Kirche Platz für die erste Kundgebung des Neuen Forums im damaligen Kreis Gadebusch.

## Architektur

### Äußere
Die Kirche ist ein schlichter Backsteinbau mit Strebepfeilern und einem kreuzrippengewölbten Chor mit 5/8-Schluss. Das Kirchenschiff ist nicht gewölbt, sondern mit einer der Konstruktion des Satteldaches folgenden Holzdecke aus dem 19. Jahrhundert geschlossen. Zum heutigen Kirchengebäude mit seinen Grundformen von 1595 bestehen Ähnlichkeiten zu der 1595 in Ziethen bei Ratzeburg erbauten gotischen Backsteinkirche St. Laurentius.
Der im Westen vorgesetzte Turm auf einem Fundament aus Granit-Feldsteinen stammt in seiner jetzigen Form von 1805; mit Fachwerkaufsatz trägt er ebenfalls ein Satteldach und ragt nicht sehr über den Dachfirst des Langhauses von Chor und Schiff hinaus.
Die Kirche von Pokrent galt lange Zeit als die erste nachreformatorische Dorfkirche Mecklenburgs; als ihr Erbauungsdatum galt 1595. Untersuchungen der Verarbeitung des Dachstuhls und dendrochronologische Ergebnisse haben in den letzten Jahren allerdings nachweisen können, dass die Kirche viel älter ist: die ältesten Eichenhölzer im Dach des Kirchenschiffes wurden 1405 gefällt und der komplett erhaltene Dachstuhl des Chorraumes kann auf 1390 datiert werden. Ein einzelner, 6 m langer und mit einem wabenähnlichen Muster verzierter Balken, der im Dachstuhl des Kirchenschiffes offenbar zweitverwendet wurde, lässt sich sogar auf 1200 und damit auf eine Zeit vor der Ersterwähnung des Kirchdorfs datieren. 
1595 – zu dieser Zeit war Hartwig von Bülow, Domdekan zu Ratzeburg und Erbherr auf Pokrent im Amt Gadebusch – wird daher lediglich ein Umbau der Kirche erfolgt sein, von dem etwa die bis heute erhaltene Renaissance-Form der Fenster herrührt.

### Innere
Das rechteckige Kirchenschiff hat eine 1853 eingezogene gewölbte Holzdecke, die mit ornamentalen Malereien versehen wurde. Ältestes Teil der Ausstattung ist ein aus dem 13. Jahrhundert stammender Taufstein aus Granit mit Rundbogengliederung an der Kuppa und vier Köpfen am Fuß. Die Domänenfratzen sollen den Sieg des Christentums über die Heiden symbolisieren. Die eingesetzte achtseitige Messingschüssel ist eine spätere Zutat. Die Granittaufe ähnelt denen in Hohenkirchen und Hohen Viecheln, bis zur Kirchenrenovierung 1853 stand sie noch auf dem Kirchhof.
Die neugotische Ausstattung mit Kanzel, Altar, Empore und Gestühl von 1853 bis 1856 ist nahezu komplett erhalten. 
Der Altar zeigte ein Gemälde der Grablegung, dass 1954 durch ein Gemälde des auferstehenden Christus vom Schweriner Maler Rudolf Galenbeck ersetzt wurde. In den Seitenfeldern sind Apostelfiguren eines mittelalterlichen Retabels eingearbeitet. 
Das alte Triumphkreuz, das das Inventar von 1898 noch als in die Rumpelkammer versetzt verzeichnet, kam im 20. Jahrhundert in die Kirche von Perlin. Das einstige Patronatsgestühl wurde 1953 abgebaut und Teile davon im Chor aufgestellt. An den Wangen befinden sich geschnitzte biblische und kirchliche Szenen.
Aus der Zeit der neugotischen Ausstattung von 1856 stammt auch die ornamentale Glasmalerei der vier Chorfenster in gusseisernen Maßwerken. Die Fenster sind zweibahnig mit gespreizten Mittelrippen und Rundbogen. In den Maßwerkzwickeln befinden sich Wappenschilder der Familie von Behr. Es handelt sich um Schwarzlotmalereien auf Tonglas. Möglicherweise könnte es sich um eine Arbeit des Schweriner Glasmalers Ernst Gillmeister handeln.

### Orgel

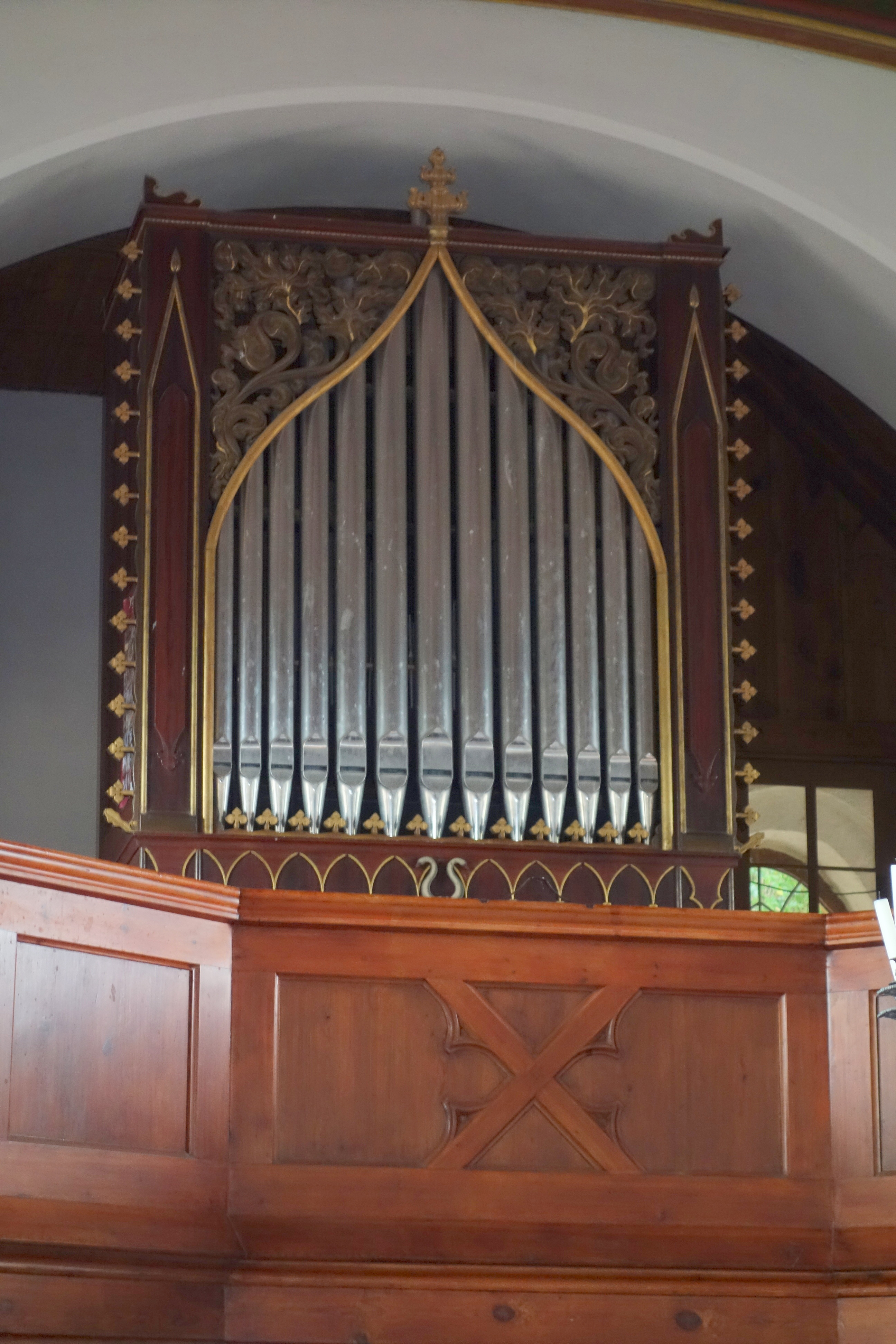
Orgel von 1854

Die Orgel auf der Empore wurde 1869 von der Familie von Behr auf Renzow gestiftet. Das schon 1854 gebaute und nicht für eine Kirche gedachte einmanualige Werk des Hamburger Orgelbauers Christian Heinrich Wolfsteller in einem kompakten neugotischen Gehäuse verfügt über sieben Register. 1991 wurde sie von der Orgelwerkstatt Wegscheider (Dresden) restauriert. Die Disposition lautet wie folgt:
| Manual C–       |    |
| Principal       | 8′ |
| Gedackt         | 8′ |
| Octav           | 4′ |
| Flöte           | 4′ |
| Octav           | 2′ |
| Gemshorn        | 2′ |
| Rauschpfeife II |    |

### Glocken

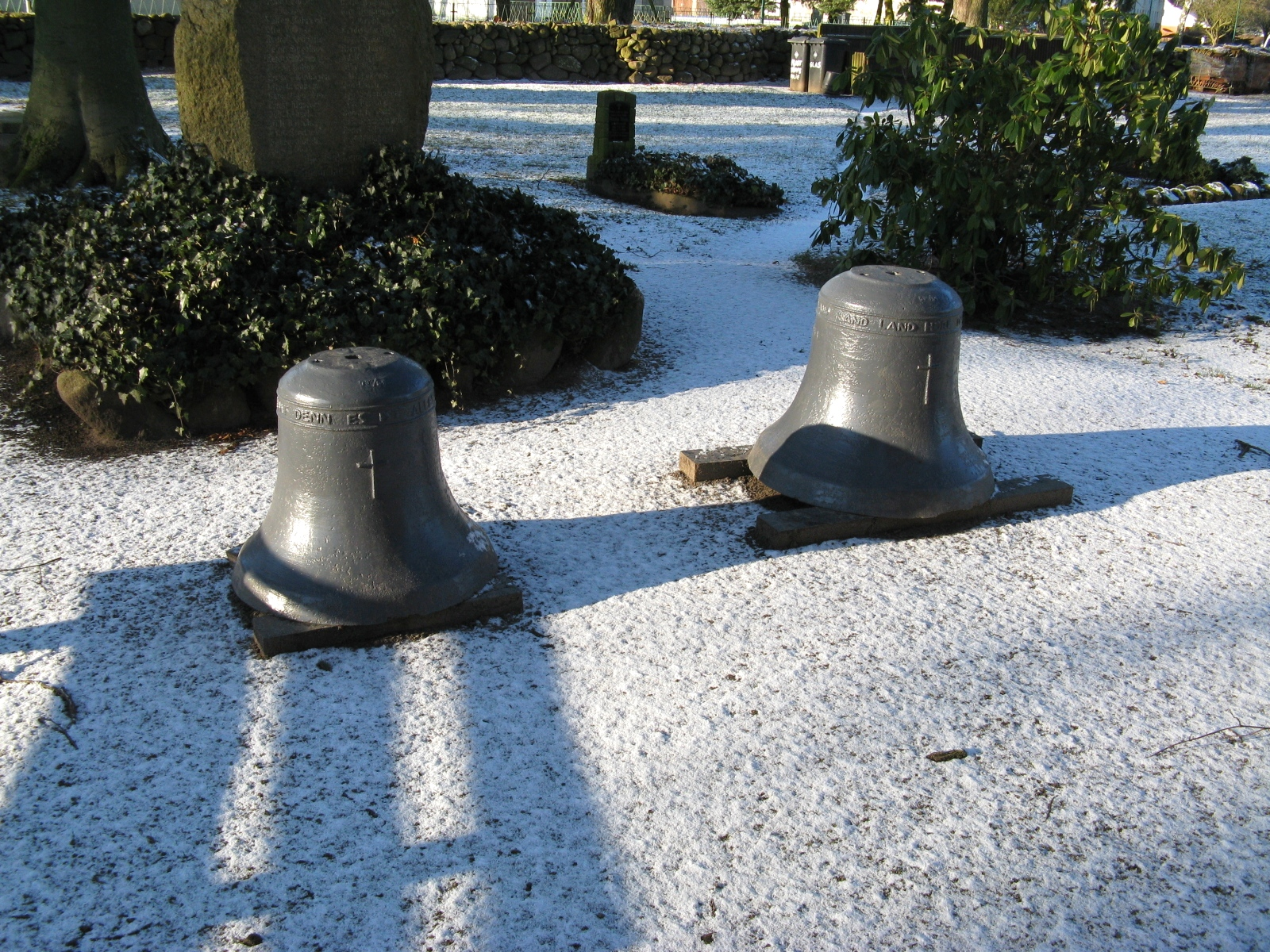
Ausgemusterte Gussstahlglocken auf dem Kirchhof

Von den beiden 1898 vorhandenen Glocken ist die größere 1760 vom Lübecker Ratsgießmeister Johann Hinrich Armowitz gegossen worden und mit dem Wappen des damaligen Patrons Georg Wilhelm von Witzendorf geschmückt.
Die 1898 noch vorhandene kleinere Glocke kam durch Conrad Philipp Freiherrn von Stenglin auf Renzow und Hohen Luckow nach Pokrent. Sie zeigt das Wappen derer von Bassewitz mit den Initialen C • V • B • und einer Inschrift, die die Glocke als Stiftung des Christoph von Bassewitz (1670–1745) auf Hohen Luckow kennzeichnet.
Im 20. Jahrhundert ging die kleinere Glocke verloren; Pokrent erhielt zwei Gussstahlglocken, die 2006 durch eine Bronzeglocke ersetzt wurden und heute auf dem Kirchhof stehen.

## Gemeinde
Die Kirchgemeinde umfasst neben Pokrent und dem anderen Kirchdorf Perlin die Orte Lützow, Renzow, Neuendorf, Kaeselow, Alt Pokrent und Alt Steinbeck (Ortsteil von Krembz). Zur Gemeinde gehören etwa 800 Gemeindeglieder.

## Kirchhof

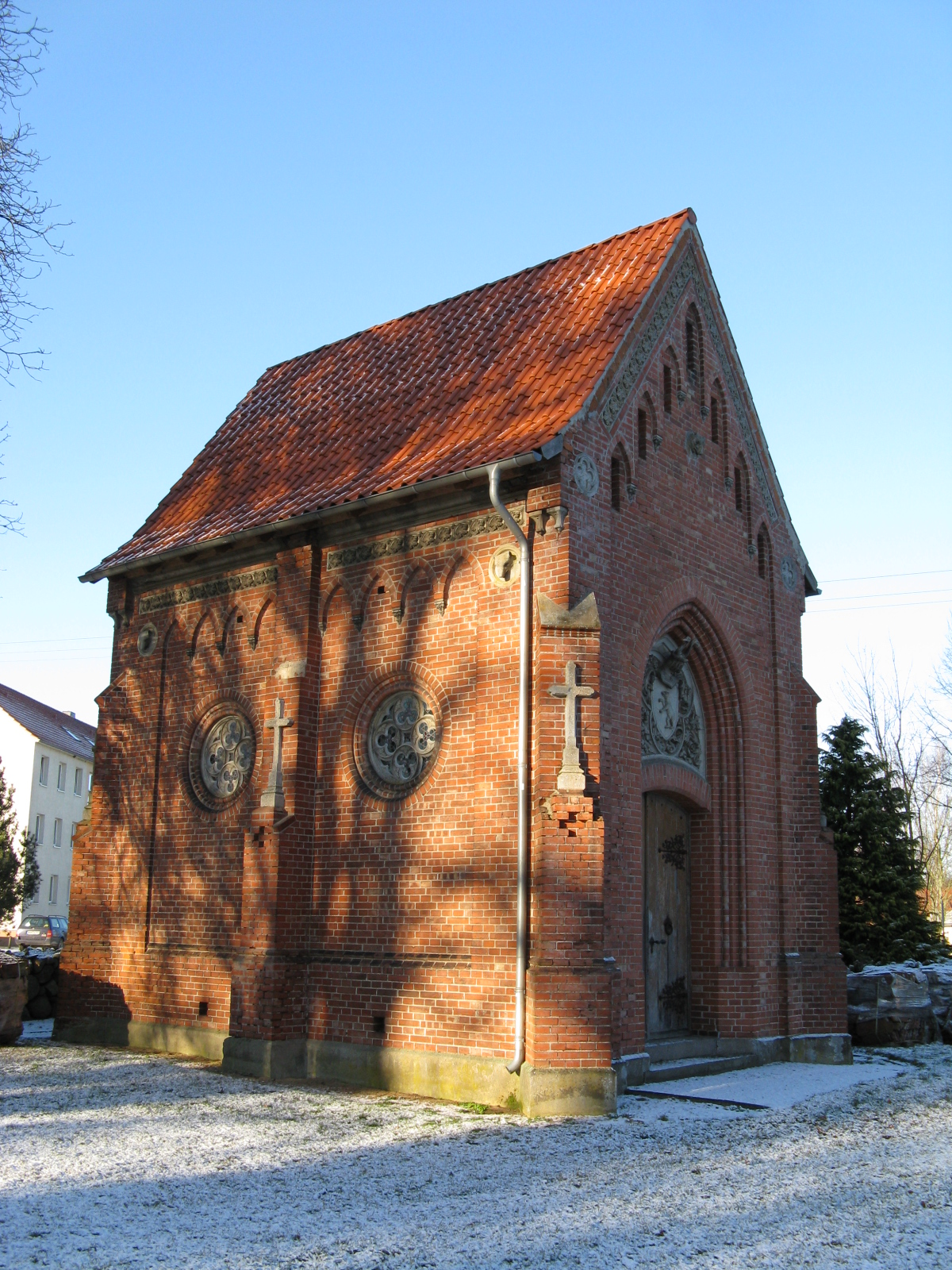
Kapelle auf dem Kirchhof

Auf dem Kirchhof steht eine neugotische Kapelle. Das über dem Portal angebrachte Wappen derer von Behr zeigt, dass sie als Grabkapelle derer von Behr auf Renzow gebaut wurde. Die Renzowsche Begräbniskapelle wurde 1836 abgebrochen.